# James Henry Keith Stewart
Pour les articles homonymes, voir James Stewart (homonymie) et Stewart.
James Henry Keith Stewart (22 octobre 1783 - 18 juillet 1836) est un député conservateur écossais. 
Il est un fils cadet de John Stewart (7e comte de Galloway) et de sa deuxième épouse, Anne Dashwood. 
Il représente Wigtown Burghs de 1812 à 1821. En 1828, il devient secrétaire adjoint au Trésor après le décès prématuré de William Hill, poste qu'il occupe jusqu'au 22 janvier 1836 et meurt plus tard cette année-là. 